# Jensenia erythropus
Jensenia erythropus là một loài rêu trong họ Pallaviciniaceae. Loài này được (Gottsche) Grolle mô tả khoa học đầu tiên năm 1964.